# Hypsiboas caipora
Hypsiboas caipora es una especie de anfibio anuro de la familia Hylidae.

## Distribución geográfica
Esta especie es endémica al sur del estado de São Paulo en Brasil. Se encuentra entre los 700 y 800 m sobre el nivel del mar en el bosque atlántico de Serra do Mar en los municipios de Pilar do Sul, Sete Barras y São Miguel Arcanjo.

## Publicación original
- Antunes, Faivovich & Haddad, 2008: A New Species of Hypsiboas from The Atlantic Forest of Southeastern Brazil (Amphibia: Anura: Hylidae). Copeia, vol. 2008, n° 1, p. 179-190.[5]